# KPZ-Fixpunkt
Der KPZ-Fixpunkt (englisch KPZ fixed point) ist in der Stochastik und der statistischen Mechanik ein Markow-Feld und mutmaßlicher universeller Grenzwert einer Vielzahl von stochastischen Modellen, welche die KPZ-Universalitätsklasse bilden. Diese Universalitätsklasse beinhaltet Modelle, die ein Analogon zu einer Höhenfunktion besitzen und deren Fluktuation als charakteristisches Potenzgesetz wächst. In der Klasse befindet sich auch die KPZ-Gleichung, eine nichtlineare stochastische partielle Differentialgleichung unter gaußschem Rauschen, die das kanonische Modell zur Modellierung des Wachstums von Grenzflächen ist.
Die starke KPZ-Universalitätsvermutung behauptet nun, dass alle sich in der KPZ-Universalitätsklasse befindenden Modelle unter einer charakteristischen Skalierung der Höhenfunktion, genannt 1:2:3-Skalierung, gegen den eindeutigen universalen KPZ-Fixpunkt konvergieren, abhängig von der gewählten Anfangsbedingung. Der KPZ-Fixpunkt besitzt somit eine universelle Rolle wie es die brownsche Bewegung in der Stochastik hat. Im Gegensatz zur gaußschen Universalität ist aber die nicht-gaußsche Universalität in der Stochastik kaum erforscht.
Die KPZ-Gleichung hingegen verbindet den KPZ-Fixpunkt mit einem weiteren Fixpunkt einer gaußschen Universalitätsklasse. Es wird vermutet, dass sie der einzige heterokline Orbit zwischen den beiden Punkten ist. Sie selbst besitzt eine eigene restriktivere Universalitätklasse.
Der KPZ-Fixpunkt genügt keiner stochastischen Differentialgleichung, er erfüllt aber eine Hopf-Lax-Variationsformel unter weißem Rauschen. Er besitzt zusätzlich einige Symmetrien, so ist er invariant unter einer beidseitigen brownschen Bewegung sowie unter der 1:2:3-Skalierung.
Die KPZ-Universalitätsklasse wurde bereits 1986 mit Erscheinen der KPZ-Gleichung eingeführt. Der KPZ-Fixpunkt hingegen wurde erst im Jahr 2016 durch die Mathematiker Konstantin Matetski, Jeremy Quastel und Daniel Remenik konkretisierten. Diese konstruierten den KPZ-Fixpunkt für den Fall {\displaystyle (1+1)} auf einem polnischen Raum, dem Raum der oberhalbstetigen Funktionen ausgestattet mit der Topologie der lokalen oberhalbstetigen Konvergenz, und leiteten Übergangswahrscheinlichkeiten in Form von Fredholm-Determinanten her. Sie untersuchten den TASEP („Totally Asymmetric Simple Exclusion Process“) aus der KPZ-Universalitätsklasse unter allgemeinen Anfangsbedingungen und die Irrfahrt der assoziierten Höhenfunktion. Sie leiteten für die Multipunktverteilung der Partikel in der Weyl-Kammer eine explizite Darstellung der Fredholm-Determinanten-Formel durch Umschreiben der im Korrelationskern involvierten biorthogonalen Funktionen her, dies ermöglichte den Kern in Form von Eintrittszeitwahrscheinlichkeiten einer Irrfahrt darzustellen. Schließlich ließen sie die Höhenfunktion in der oben genannten Topologie gegen den KPZ-Fixpunkt konvergieren.
Der KPZ-Fixpunkt ist nach den Physikern M. Kardar, G. Parisi und Y.Zhang benannt.

## KPZ-Universalitätsklasse

### Einführung

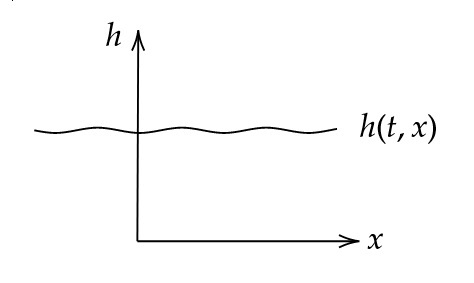
Eine Höhenfunktion mit Fluktuation abhängig von der (1+1) Raumzeit

Die Modelle in der KPZ-Universalitätsklasse entsprechen einer (nicht-symmetrischen) flukturierenden Grenzfläche. Dies bedeutet, dass die Modelle durch eine Funktion beschrieben werden, welche analog zu einer wachsenden Höhenfunktion {\displaystyle h(t,{\vec {x}})} einer Grenzfläche ist, deren Höhe von der Zeit {\displaystyle t\in \mathbb {R} _{+}} und der Position im Raum {\displaystyle {\vec {x}}\in \mathbb {R} ^{d}} abhängt. Wir beschränken uns auf den Fall {\displaystyle (1+1)}, d. h. eine Zeit- und Raumdimension {\displaystyle (t,x)\in \mathbb {R} _{+}\times \mathbb {R} }, da der allgemeine Fall weitaus weniger erforscht ist.
Einige Modelle in der KPZ-Universalitätsklasse sind stochastische Grenzflächenwachstumsmodelle (englisch random interface growth models). Bei solchen Modellen hat man direkt mit einer Höhenfunktion zu tun, welche das stochastische Wachstum modelliert. Bei anderen Modellen wie zum Beispiel den gerichteten Polymermodellen (englisch directed polymer model) existiert eine analoge Funktion, die in diesem Fall die freie Energie beschreibt. Eine Klassifikation aller Modelle der KPZ-Universalitätklasse ist weiterhin Gegenstand der Forschung.

#### Ein erstes Beispiel: das Eden-Wachstumsmodell

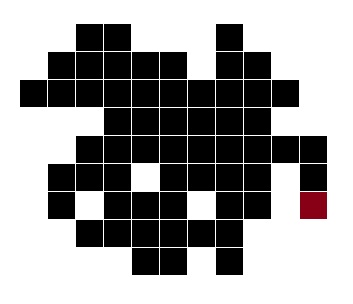
Das Eden-Wachstumsmodell nach 59 Schritten. Das letzte hinzugefügte Teilchen wurde rot eingefärbt.

Ein einfaches Beispiel für ein stochastisches Wachstumsmodell ist das Eden-Modell. Man betrachtet ein Gitter in {\displaystyle \mathbb {R} ^{2}} und beginnt mit einem Teilchen an einer Position {\displaystyle (i,j)}. Der Prozess setzt dann zufällig (unter Gleichverteilung) ein neues Teilchen als direkter Nachbar (adjazent) neben die bereits existierenden Teilchen auf das Gitter. Die äußersten Teilchen bilden einen Rand und die Höhenfunktion {\displaystyle h(t,x)} ist die Distanz des Randes zu seinem Anfang bzw. nach einem Shift zu seinem Zentrum. Das Eden-Modell kann zur Modellierung des Wachstumes von Bakterienkolonien oder der Ausbreitung eines Feuers auf einer Wiese verwendet werden.
Trotz seiner Einfachheit stellte sich heraus, dass das Eden-Modell mathematisch äußerst kompliziert ist. Nach zum Beispiel 10'000 Schritten besteht der Rand aus einer chaotischen Kurve und es ist schwierig irgendetwas zu beweisen. Eine Eigenschaft unterscheidet jedoch das Eden-Modell von anderen stochastischen Modellen. Es existiert eine Korrelation in der Raum-Dimension, d. h. die neuen Teilchen landen nicht irgendwo auf dem Gitter, sondern sind direkte Nachbarn der vorher platzierten Teilchen. Diese Eigenschaft unterscheidet zum Beispiel Modelle in der KPZ-Universalitätsklasse von Modellen in der klassischen gaußschen Universalitätsklasse. Man vermutet durch heuristische Argumente und numerische Experimente, dass das Eden-Modell in der KPZ-Universalitätsklasse liegen sollte, ein mathematischer Beweis existiert zurzeit aber noch nicht.

### Die KPZ-Universalitätsklasse
Das kanonische Modell der KPZ-Universalitätsklasse ist die KPZ-Gleichung
{\displaystyle \partial _{t}h(t,x)=\lambda (\partial _{x}h)^{2}+\nu \partial _{x}^{2}h+\sigma \xi (t,x),}
wobei {\displaystyle \lambda ,\nu ,\sigma } Konstanten sind. Die drei Terme der Gleichung bedeuten:
1. Wachstum {\displaystyle (\partial _{x}h)^{2}}: die Höhenfunktion wächst nichtlinear mit der Zeit, die Wachstumsgeschwindigkeit ist rotationsinvariant und steigungsabhängig.
2. Glättung {\displaystyle \partial _{x}^{2}h}: das Modell besitzt einen Diffusionsausdruck zur Glättung. Dies kann zum Beispiel bedeuten, dass geformte Spitzen im Rand mit der Zeit abflachen und tiefe Löcher schnell gefüllt werden.
3. Fluktuation {\displaystyle \xi }: die Grenzfläche des Modelles flukturiert gaußisch. {\displaystyle \xi (t,x)} ist raumzeitliches weißes Rauschen.

Alle Modelle in der KPZ-Universalitätsklasse besitzen diese drei Eigenschaften und ihre Höhenfunktion flukturiert mit einem Skalierungsexponenten von {\displaystyle 1/3}. Alternativ kann man die KPZ-Universalitätklasse auch als die Klasse der Modelle definieren, die zum KPZ-Fixpunkt konvergieren.

#### 1:2:3-Skalierung
Man vermutet nun, dass für alle Modelle in der KPZ-Universalitätsklasse die Höhe zur Zeit {\displaystyle t} um ihren Erwartungswert mit {\displaystyle t^{1/3}} flukturiert und das die räumliche Korrelation der Fluktuationen von der Ordnung {\displaystyle t^{2/3}} ist. Diese Exponenten führen zur sogenannten 1:2:3-Skalierung der Höhenfunktion
{\displaystyle \varepsilon ^{1/2}h(\varepsilon ^{-3/2}t,\varepsilon ^{-1}x)-C_{\varepsilon }t,}
wobei 1:3 und 2:3 das Verhältnis der Exponenten beschreibt und {\displaystyle C_{\varepsilon }} eine Konstante bezeichnet.
Die 1:2:3-Skalierung wurde für verschiedene Modelle der Physik schon in den 1980ern vorgeschlagen.

## KPZ-Fixpunkt

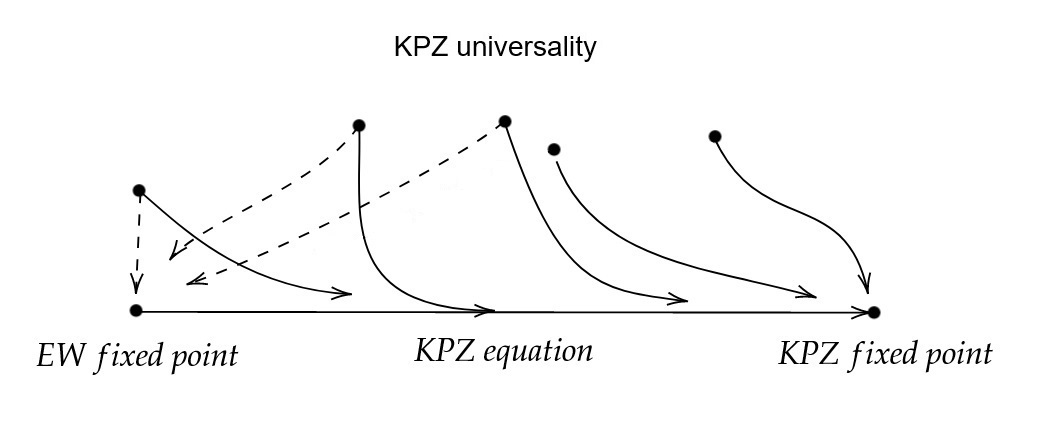
Der KPZ-Fixpunkt und die KPZ-Universalitätsklasse. Schwarze Punkte stehen für Modelle aus der KPZ-Universalitätsklasse

In der KPZ-Universalitätsklasse existieren zwei Fixpunkte, ein trivialer gaußscher Fixpunkt namens Edwards-Wilkinson-Fixpunkt und der nicht-triviale KPZ-Fixpunkt. Die Rolle der KPZ-Gleichung unter anderem ist, dass sie diese beiden Punkte verbindet.
Beide Fixpunkte besitzen eine charakteristische Skalierung, für den EW-Fixpunkt ist dies die 1:2:4-Skalierung und für den KPZ-Fixpunkt die 1:2:3-Skalierung. Der KPZ-Fixpunkt ist unter der 1:2:3-Skalierung invariant, die KPZ-Gleichung selber ist es nicht und konvergiert gegen den KPZ-Fixpunkt.
Es existieren nun zwei wichtige Vermutungen.

### Starke KPZ-Universalitätsvermutung
Die starke KPZ-Universalitätsvermutung besagt, dass alle Modelle in der KPZ-Universalitätsklasse unter der 1:2:3-Skalierung der Höhenfunktion gegen den gleichen universalen Markow-Prozess {\displaystyle ({\mathfrak {h}}(t,x))_{t\geq 0,x\in \mathbb {R} }} in Verteilung konvergieren, den KPZ-Fixpunkt, sofern die Anfangsbedingungen auch konvergieren.
Das bedeutet in Formeln
{\displaystyle \lim \limits _{\varepsilon \to 0}\varepsilon ^{1/2}(h(c_{1}\varepsilon ^{-3/2}t,c_{2}\varepsilon ^{-1}x)-c_{3}\varepsilon ^{-3/2}t)\;{\stackrel {(d)}{=}}\;{\mathfrak {h}}(t,x)}
mit Initialbedingung
{\displaystyle {\mathfrak {h}}(0,x):=\lim \limits _{\varepsilon \to 0}\varepsilon ^{1/2}h(0,c_{2}\varepsilon ^{-1}x),}
wobei {\displaystyle c_{1},c_{2},c_{3}} Konstanten sind, die vom Modell abhängen.

### Schwache KPZ-Universalitätsvermutung
Entfernt man aus der KPZ-Gleichung den Wachstumsterm (setzt also {\displaystyle \lambda =0})
{\displaystyle \partial _{t}h(t,x)=\nu \partial _{x}^{2}h+\sigma \xi ,}
so konvergiert die KPZ-Gleichung unter der 1:2:4-Skalierung
{\displaystyle \lim \limits _{\varepsilon \to 0}\varepsilon ^{1/2}(h(c_{1}\varepsilon ^{-2}t,c_{2}\varepsilon ^{-1}x)-c_{3}\varepsilon ^{-3/2}t)\;{\stackrel {(d)}{=}}\;{\mathfrak {h}}(t,x)}
zum Edwards-Wilkinson-Fixpunkt.
Die schwache KPZ-Universalitätsvermutung behauptet nun, dass die KPZ-Gleichung der einzige heterokline Orbit zwischen den beiden Equlibirumpunkten ist.

### KPZ-Fixpunktprozess
Der KPZ-Fixpunkt {\displaystyle ({\mathfrak {h}}(t,x))_{t\geq 0,x\in \mathbb {R} }} ist ein Markow-Prozess dessen Zustandsraum der Raum der oberhalbstetigen Funktionen mit einer lokalen Hausdorff-Topologie ist und nicht der Raum der stetigen Funktionen. Der Grund hierfür ist, weil viele Modelle in der Klasse Anfangsbedingungen besitzen, die nicht in diesem Raum sind und zu Funktionen konvergiert, die analog zur Delta-Distribution sind (narrow wedge).
Matetski-Quastel-Remenik zeigten, dass die {\displaystyle n}-Punkt-Verteilung für {\displaystyle x_{1}<x_{2}<\cdots <x_{n}\in \mathbb {R} } und {\displaystyle t>0} als Fredholm-Determinante
{\displaystyle \mathbb {P} _{{\mathfrak {h}}(0,\cdot )}({\mathfrak {h}}(t,x_{1})\leq a_{1},{\mathfrak {h}}(t,x_{2})\leq a_{2},\dots ,{\mathfrak {h}}(t,x_{n})\leq a_{n})=\det(I-K)_{L^{2}(\{x_{1},x_{2},\dots ,x_{n}\}\times \mathbb {R} )}}
dargestellt werden kann, wobei {\displaystyle a_{1},\dots ,a_{n}\in \mathbb {R} } und {\displaystyle K} ein spezieller Spurklasse-Operator ist und das Subskript bedeutet, dass der Prozess in {\displaystyle {\mathfrak {h}}(0,\cdot )} startet.

### Räumlicher Prozess
Fixiert man die Zeit oder betrachtet den Grenzwert
{\displaystyle \lim \limits _{t\to \infty }t^{-1/3}(h(c_{1}t,c_{2}t^{2/3}x)-c_{3}t){\stackrel {(d)}{=}}\;{\mathcal {A}}(x)}
so erhält man den Airy-Prozess {\displaystyle ({\mathcal {A}}(x))_{x\in \mathbb {R} }} der auch in der Theorie der Zufallsmatrizen erscheint, welcher von den Initialbedingungen abhängt.

## Geschichte des KPZ-Fixpunktes
- 1986 erschien die KPZ-Gleichung und viele Physiker und Mathematiker stürzten sich darauf. Lange Zeit waren die KPZ-Universalität und der KPZ-Fixpunkt ungreifbare Objekte.
- 1999 kam ein erster Durchbruch mit dem Satz von Baik-Deift-Johansson, denn das betrachtete Ulam Problem der längsten, aufsteigenden Teilfolge stellte sich als äquivalent zu einem Fall des gerichteten Polymermodelles heraus, welches sich in der KPZ-Universalitätsklasse befindet. Baik-Deift-Johansson fanden die Einpunktverteilung für eine zur Höhenfunktion analoge Funktion, welche sich als die zur damaligen Zeit unerwartete Tracy-Widom-Verteilung aus der Theorie der Zufallsmatrizen heraus stellte.
- Danach erschienen sukzessiv viele weitere Resultate zur KPZ-Universalität, die man nicht alle aufzählen kann: Johansson zeigte ebenfalls, dass der TASEP (mit wedge Anfangsbedingung) zur Tracy-Widom-Verteilung konvergierte[6]; Prähofer und Spohn zeigten, dass das PNG-Modell zum Airy-Prozess konvergiert[7]; zur Universalität der KPZ-Gleichung[8][9][10]; Matetski, Quastel und Remenik fanden Formeln für die Übergangswahrscheinlichkeiten des KPZ-Fixpunktes im Fall {\displaystyle (1+1)}.[1]